# Puente de Cal y Canto
El puente de Cal y Canto o de Calicanto fue un puente construido sobre el río Mapocho en la ciudad de Santiago, capital de Chile. Obra del corregidor Luis Manuel de Zañartu, es considerada una de las mayores obras arquitectónicas de la historia de la ciudad, fue símbolo de esta desde su inauguración en 1780 hasta su demolición en 1888.

## Historia

### Orígenes y construcción
Santiago fue fundado en 1541 entre los dos brazos del río Mapocho, siendo el principal el ubicado al norte de la Plaza Central.

El río viene tan grande que no se puede pasar sin gran riesgo y en excelente caballo por la calle de Santo Domingo y de Santiago de Azoca que van derecho al mar, llenas de agua. Dos ríos pasan por la Plaza Pública, uno por la calle de Pedro Gómez y casa del Cabildo hácia el mar. El otro corre por la calle de la Merced, y tan caudaloso, que llega a la cincha de los caballos, y estuvo por afogar varios indios que intentaban cruzarlo.
Nicolás de Gárnica

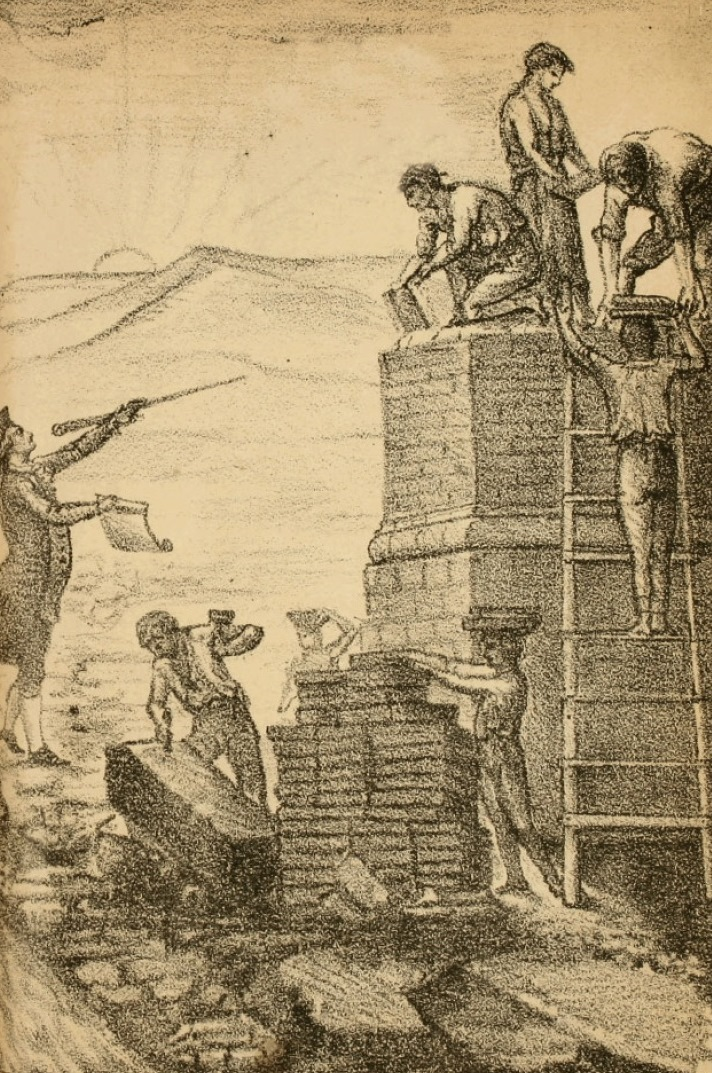
El corregidor Zañartu inspecciona a los trabajadores del puente.

Con el correr de los años, la ciudad comenzó a expandirse y en la ribera norte del Mapocho se estableció la zona agrícola de La Chimba, actuales comunas de Independencia y Recoleta.
Tras años de infructuosos intentos, el corregidor de Santiago, Luis Manuel de Zañartu logró iniciar por orden del Gobernador Antonio de Guill y Gonzaga, la construcción de un verdadero gran puente. Asesorado por el ingeniero José Antonio Birt, el corregidor Zañartu inició los trabajos del «Puente Nuevo» el 5 de junio de 1767.
Zañartu, conocido por ser un hombre justo pero despiadado, ordenó la utilización de los reos de la cárcel para la construcción de la obra. Con este fin, se estableció un anexo de la cárcel en la orilla del río. Los trabajos forzados a los que fueron sometidos los reclusos provocaron una queja incluso del procurador de los Pobres de la Real Audiencia debido a «los implacables gemidos del continuo padecer de estos miserables que se hallan trabajando al rigor del sol con una vergonzosa desnudez, mal comidos, enfermos y ultrajados de sobrestantes», lo que no impidió de todas formas la realización del plan del corregidor.
Para su financiamiento, las autoridades de la época decidieron crear un impuesto a la yerba mate, bebida consumida popularmente en esa época en todo el Reino de Chile, generando así una disminución en su consumo por parte de los sectores más desposeídos de la ciudad, que a su vez contribuyó a la masificación de la cultura chilena del té, al convertirse en una alternativa más barata para beber. Finalmente, con un costo de 200 000 pesos sin contar la mano de obra forzada, fue inaugurado el Puente de Cal y Canto, el 20 de junio de 1780.

### El puente

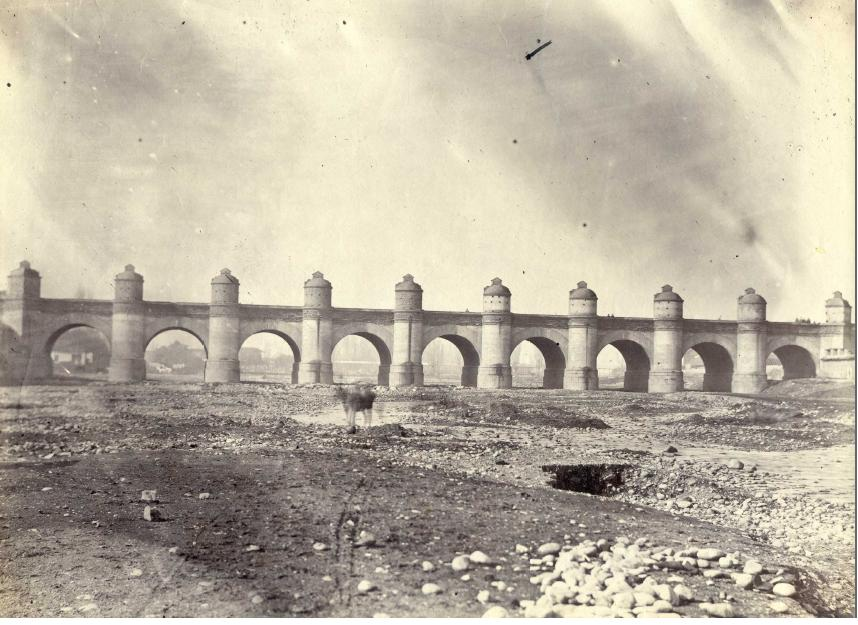
Vista poniente del Puente de Calicanto, c. mayo-junio de 1863.

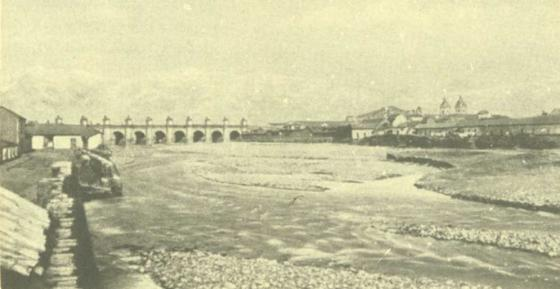
Vista del Puente de Calicanto y de ambas orillas del Mapocho.

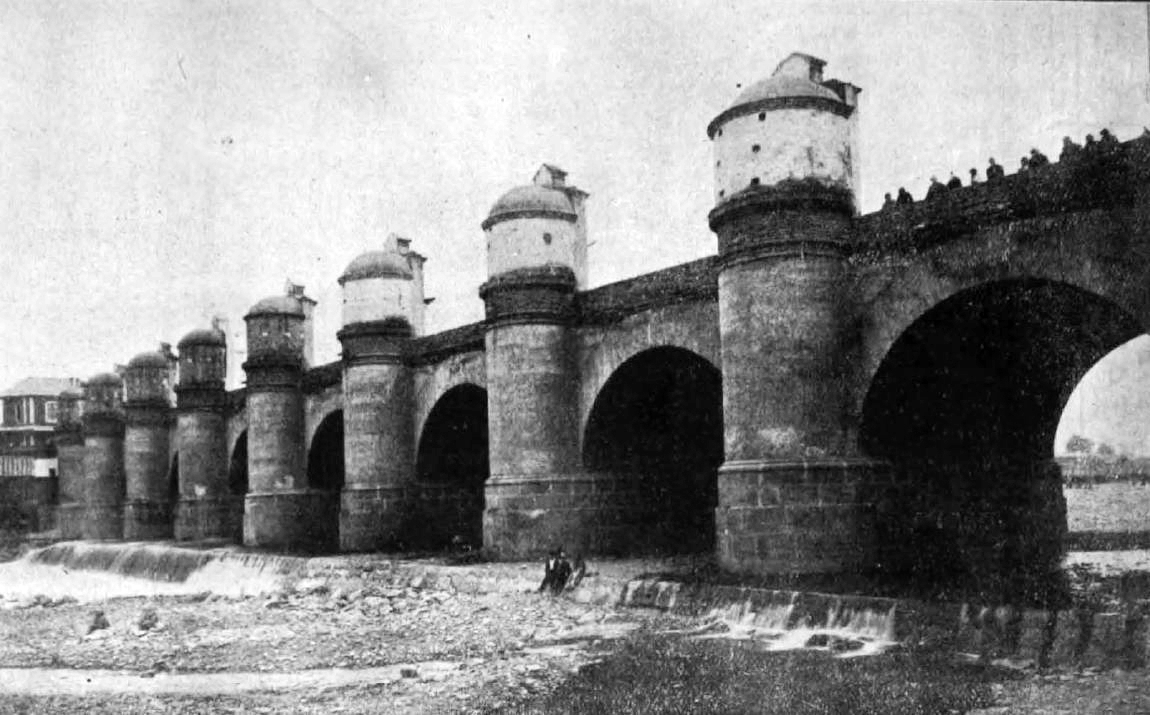
Arcos del Puente de Calicanto.

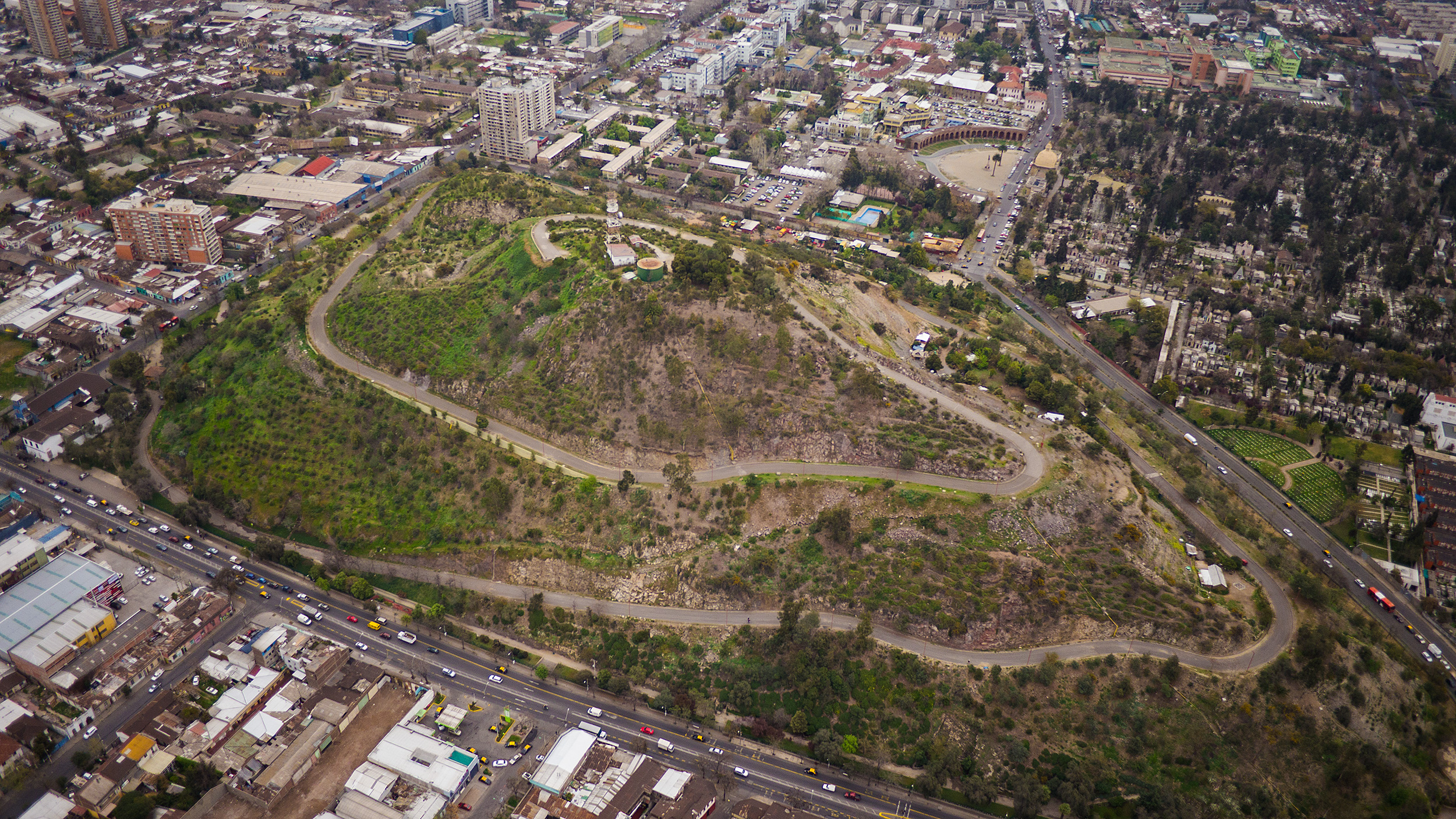
Cerro Blanco, cantera utilizada para extraer las rocas de las que estaba hecho el puente.

Esta obra de ingeniería tenía una longitud, según los datos de la época, de 242 varas «con once arcos que se levantaban once varas sobre seis o siete cimientos».
Con 202 metros de largo, siendo 120 de éstos los correspondientes al ancho del río y los restantes eran las rampas necesarias para alcanzar la altura de la calzada. El puente se elevaba a más de 12 metros de altura sobre el río y tenía un total de nueve arcos de 9,2 metros de altura. Sus ocho pilares y dos pilastras descansaban en cimientos de más de 4,2 metros de profundidad y su calzada tenía un ancho de 8,4 metros, por donde podían circular carretas en ambos sentidos dejando espacio para caballos y peatones.
Su estructura estaba hecha de cal y de rocas traídas de las canteras del cerro Blanco y se utilizaron miles de huevos para pegar estos elementos (las estimaciones fluctúan entre 100 000 y 500 000). La utilización de cal y cantos fueron los que le dieron el nombre con el que pasó a la historia este puente. 
"La tradición repite que que se emplearon quinientos mil huevos... si se recuerda que con la clara del huevo mezclada a la cal viva, reducida esta a polvo fino, se fabrica un fuerte pegante o cemento para la loza, el cual bien pudiera haberse empleado para emboquillar las estrechas junturas que dejaban entre sí los grandes sillares de piedra colorada , muy bien labrados, con los cuales se hallaba revestido el cuerpo de los machones y estribos".
El río Mapocho es un pequeño cauce y solamente en los meses de invierno, crece y se convierte en un caudaloso torrente que puede arrasar con todo a su paso, lo que obligó al gobierno colonial además a comprometerse con la construcción de los tajamares para proteger a la ciudad de las crecidas del Mapocho. Sin embargo, el bajo cauce del Mapocho contrastaba con el enorme puente construido. De los nueve arcos, tres nunca fueron tocados por las aguas y se convirtieron en baños públicos, por lo que se consideró que «el Calicanto es demasiado puente para el Mapocho».
Con el paso de los años, el Calicanto se volvió un símbolo de la ciudad y todo un centro comercial para los santiaguinos. En los años 1830 se construyeron sobre cada pilar del lado poniente, unas garitas semicirculares en las que se instalaron tiendas, en las que se vendían frutas, baratijas, dulces y otras confecciones. En total, hubo hasta cinco boticas, dos panaderías, bodegas de vinos, relojerías, sombrererías, talabarterías y hasta la imprenta «La Estrella de Chile», que se instaló en julio de 1887.

### Demolición

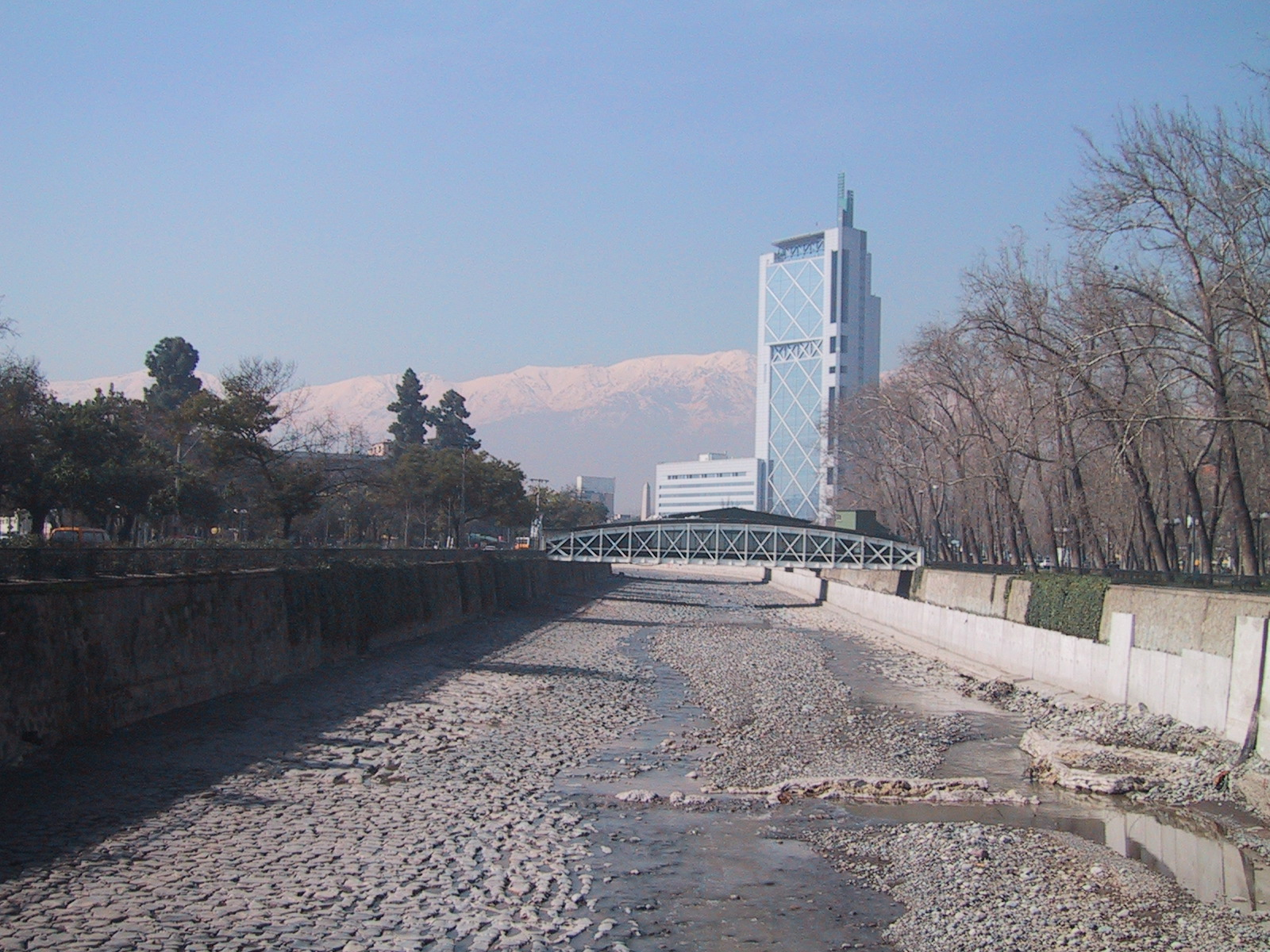
Vista actual del río Mapocho.

Catorce meses después de la instalación de la imprenta de La Estrella de Chile, los encargados de la canalización del río ordenaron derribar el puente para continuar con sus trabajos. A pesar de las diferentes reacciones en contra de dicho suceso por parte de la opinión pública, el puente más grande de Santiago fue minado el 10 de agosto de 1888.

Desde antes de las cinco de la tarde, la afluencia de gente en el río iba aumentándose con la multitud que a esa hora sale de sus ocupaciones, del comercio y oficinas. Todos contemplábamos el aspecto atorrante del río y el embate de sus olas, que momento a momento iban derribando las casuchas de los comerciantes situadas en la ribera sur. Una de esas casuchas, al caer, cubrió una buena parte del río con miles de cabezas de cebolla allí almacenadas.

Al día siguiente, las bases del puente, minadas que fueron con gran trabajo la impetuosidad de las olas no tardó en consumar su destrucción, y una considerable extensión de él se vino al suelo a las cinco un cuarto de la tarde del sábado 11. Aún después de terminada la canalización del Mapocho, no habría habido la menor necesidad de destruir su magnífico puente: la utilidad de éste en todo caso, y el patriotismo, demandaban su conservación.

¡Qué gran desgracia para la ciudad! Chile, con toda su riqueza de hoy, no podrá jamás hacer de nuevo un puente como el de Cal y Canto.
Extractos de diarios de la época, Santiago, agosto de 1888.

Tras su demolición, el Puente Calicanto quedó en la memoria de la ciudad. Un monolito, en la ribera norte frente a la Piscina escolar, señala la ubicación que tuvo el afamado puente. Hasta el día de hoy, la calle que era usada antiguamente para unir dicha estructura con la Plaza de Armas lleva el nombre de «Puente». Y la estación del Metro de Santiago ubicada en la zona donde antiguamente se erigió, lleva el nombre de Puente Cal y Canto, debido a que durante su construcción, a mediados de los años 1980, se encontró subterráneamente restos del puente que se conservan hasta hoy.